# Borís Vassíliev (escriptor)
Borís Vassíliev   (Smolensk, 21 de maig de 1924 - Moscou, 11 de març de 2013), nom complet amb patronímic Borís Lvóvitx Vassíliev, rus: Бори́с Льво́вич Васи́льев fou un escriptor i guionista soviètic i rus.Se’l considera l'últim representant de l'anomenada prosa de tinent, un grup d'exoficials soviètics de baix rang que van dramatitzar la seva traumàtica experiència durant la Gran Guerra Patriòtica.

## Biografia
Fill de Lev Vassíliev (1892-1968), oficial de carrera a l'Exèrcit Imperial Rus, més tard a l'Exèrcit Roig,i de Ielena Alekséieva (1892-1978), de la petita noblesa russa, Borís Vassíliev a Smolensk.
El 1941 Borís Vassíliev es va presentar voluntari per anar al front i es va unir a un batalló de destrucció. Va lluitar com a part de la 3a Divisió Aerotransportada de Guàrdies fins al 1943, quan va ser ferit en acció i desmobilitzat.Després del seu servei a la Segona Guerra Mundial, Vassíliev es va inscriure a l'Acadèmia de tancs Malinovski.
La seva novel·la curta Els matins són tranquils aquí va ser un èxit de vendes soviètic, que va vendre 1,8 milions d'exemplars en un any després de la seva publicació el 1969. Va ser adaptada per a l'escenari i la pantalla; també hi ha una òpera de Kiril Moltxànov i una sèrie de televisió xinesa basada en aquesta història.
Els matins són tranquils aquí va ser el primer dels relats patriòtics sentimentals de Vassíliev sobre heroisme femení a la Segona Guerra Mundial ("No hi és a la llista", 1974; "Demà hi havia guerra", 1984) que li va donar fama a la Unió Soviètica, Xina, i altres països comunistes.Alguns dels seus llibres ofereixen una imatge dura de la vida a la Rússia de Stalin.
La seva novel·la curta No dispareu als cignes blancs (1973), una fita de la ficció mediambiental en rus, critica durament la "destrucció sense sentit de belles criatures i l'explotació de la natura per obtenir beneficis personals". Es va dur al cinema el 1980.
Vasiliev va rebre el Premi Estatal de l'URSS el 1975 i va formar part del jurat del 39è Festival Internacional de Cinema de Berlín. El 1989, va abandonar el Partit Comunista de l'URSS, però es va desil·lusionar amb la Perestroika bastant ràpidament. L'octubre de 1993, va signar la Carta dels quaranta-dos.
Els darrers anys de la seva vida va publicar diverses novel·les de la història de Rússia : "Oleg el profeta" (1996), "Alexandre Nevski" (1997), "Olga, la reina de la Rus" (2001), "El príncep Sviatoslav" (2006), "Vladímir el Sol Roig"(2007),"Vladimir Monómac" (2010).
Vassíliev va morir l'11 de març de 2013 després de la mort de la seva dona i el seu fill adoptiu a principis del mateix any. Va ser enterrat al cementiri de Vagànkovo prop de la seva muller.

## Creences
Antiestalinista consistent, en una entrevista a The New Times va afirmar
| « | Stalin era un ximple. Mai no va servir a l'exèrcit en la seva vida. No entenia què era un exèrcit. No sabia llegir el mapa. Xàpoixnikov, el cap de l'Estat Major General, li explicava tot des del mapa. El "gran Stalin" s'avivava amb llegendes. I el camarada Stalin era un ximple pitjor que Hitler… | » |

## Selecció d'obres
Sobre la Gran Guerra Pàtria
- А зори здесь тихие (1969) - Els matins són tranquils aquí[14]
- Не стреляйте в белых лебедей (1973) - No dispareu als cignes blancs
- В списках не значился (1974) - No era a la llista
- Завтра была война (1976) - Demà fou la guerra[15]
- Неопалимая купина (1986) - Esbarzer ardent

Sobre problemes ètics de la vida quotidiana
- Великолепная шестерка (1980) - Els sis magnífics
- Вы чьё, старичьё? (1982) - De qui ets, vell?
- И был вечер, и было утро (1987) - I hi hagué el vespre i el matí
- Глухомань (2001) - El desert

Reflexions sobre els destins de la intel·lectualitat a Rússia al segle XIX-XX (Els Oleksin)
- Были и небыли (1977-1980) - Hi havia i no hi havia
- Ровесница века (1988) - L'edat del segle
- Дом, который построил Дед (1991) - La casa que va construir l'avi
- Утоли моя печали (1997) - Calmeu les meves penes (de la pregària ortodoxa a la Mare de Déu),
- Картежник и бретер, игрок и дуэлянт: Записки прапрадеда (1998) - El jugador empedreït de cartes i el buscabregues, el jugador i el duelista: notes d'un rebesavi

Novel·les històriques
- Вещий Олег (1996) -  Oleg el Profeta (sobre Oleg de Nóvgorod)
- Ольга, королева руссов - Olga, la reina de la Rus (sobre Olga de Kíev)
- Князь Святослав - El príncep Sviatoslav (sobre Sviatoslav I de Kíev)
- Александр Невский (1997) - Alexandre Nevski (sobre Alexandre Nevski)
- Государева тайна (2009) - El secret del sobirà

Novel·la autobiogràfica
- Летят мои кони (1982) - Els meus cavalls volen

## Filmografia seleccionada
| Any  | Títol                           | Títol original               |                                           |
| Any  | Títol                           | Títol original               | Notes                                     |
| ---- | ------------------------------- | ---------------------------- | ----------------------------------------- |
| 1958 | Un altre vol                    | Очередной рейс               |                                           |
| 1966 | Regata reial                    | Королевская регата           | amb Kiril Rapoport i Semion Listov        |
| 1969 | De camí a Berlín                | На пути в Берлин             | amb Kiril Rapoport i Iuri Txuliukin       |
| 1971 | Oficials                        | Офицеры                      | amb Kiril Rapoport                        |
| 1972 | Els matins són tranquils aquí   | А зори здесь тихие           | Amb Stanislav Rostotski                   |
| 1972 | El molt últim dia               | Самый последний день         | amb Mikhaïl Uliànov                       |
| 1977 | Un-dos, el soldats caminaven... | Аты-баты, шли солдаты ...    | amb Kiril Rapoport                        |
| 1980 | No dispareu als cignes blancs   | Не стреляйте в белых лебедей | amb Kiril Rapoport                        |
| 1987 | Demà fou la guerra              | Завтра была война            |                                           |
| 1995 | Sóc un soldat rus               | Я — русский солдат           | basat en la novel·la                      |
| 2005 | Els matins són tranquils aquí   | 这里的黎明静悄悄             | amb Yun Lan, sèrie de televisió sinorussa |
| 2009 | Peranmai                        | பேராண்மை                         | basat en la novel·la, pel·lícula índia    |
| 2015 | Els matins són tranquils aquí   | А зори здесь тихие ...       | basat en la novel·la                      |